# 1869年
1869年（1869 ねん）は、西暦（グレゴリオ暦）による、金曜日から始まる平年。

## 他の紀年法
- 干支：己巳
- 日本（天保暦）
  - 明治元年11月19日 - 明治2年11月29日
  - 皇紀2529年
- 清：同治7年11月19日 - 同治8年11月29日
- 朝鮮
  - 李氏朝鮮・高宗6年
  - 檀紀4202年
- 阮朝（ベトナム）：嗣徳21年11月19日 - 嗣徳22年11月29日
- 仏滅紀元：2411年 - 2412年
- イスラム暦：1285年9月17日 - 1286年9月27日
- ユダヤ暦：5629年4月18日 - 5630年4月27日
- 修正ユリウス日(MJD)：3698 - 4062
- リリウス日(LD)：104539 - 104903

※皇紀は、太陽暦採用と共に1873年に施行された。

※檀紀は、大韓民国で1948年9月25日に法的根拠を与えられたが、1961年年号廃止の法令の制定に伴い、1962年1月1日からは公式な場での使用禁止。

## カレンダー
| 1月 |    |    |    |    |    |    |
| 日  | 月 | 火 | 水 | 木 | 金 | 土 |
|     |    |    |    |    | 1  | 2  |
| 3   | 4  | 5  | 6  | 7  | 8  | 9  |
| 10  | 11 | 12 | 13 | 14 | 15 | 16 |
| 17  | 18 | 19 | 20 | 21 | 22 | 23 |
| 24  | 25 | 26 | 27 | 28 | 29 | 30 |
| 31  |    |    |    |    |    |    |
|     |    |    |    |    |    |    |

| 2月 |    |    |    |    |    |    |
| 日  | 月 | 火 | 水 | 木 | 金 | 土 |
|     | 1  | 2  | 3  | 4  | 5  | 6  |
| 7   | 8  | 9  | 10 | 11 | 12 | 13 |
| 14  | 15 | 16 | 17 | 18 | 19 | 20 |
| 21  | 22 | 23 | 24 | 25 | 26 | 27 |
| 28  |    |    |    |    |    |    |
|     |    |    |    |    |    |    |

| 3月 |    |    |    |    |    |    |
| 日  | 月 | 火 | 水 | 木 | 金 | 土 |
|     | 1  | 2  | 3  | 4  | 5  | 6  |
| 7   | 8  | 9  | 10 | 11 | 12 | 13 |
| 14  | 15 | 16 | 17 | 18 | 19 | 20 |
| 21  | 22 | 23 | 24 | 25 | 26 | 27 |
| 28  | 29 | 30 | 31 |    |    |    |
|     |    |    |    |    |    |    |

| 4月 |    |    |    |    |    |    |
| 日  | 月 | 火 | 水 | 木 | 金 | 土 |
|     |    |    |    | 1  | 2  | 3  |
| 4   | 5  | 6  | 7  | 8  | 9  | 10 |
| 11  | 12 | 13 | 14 | 15 | 16 | 17 |
| 18  | 19 | 20 | 21 | 22 | 23 | 24 |
| 25  | 26 | 27 | 28 | 29 | 30 |    |
|     |    |    |    |    |    |    |

| 5月 |    |    |    |    |    |    |
| 日  | 月 | 火 | 水 | 木 | 金 | 土 |
|     |    |    |    |    |    | 1  |
| 2   | 3  | 4  | 5  | 6  | 7  | 8  |
| 9   | 10 | 11 | 12 | 13 | 14 | 15 |
| 16  | 17 | 18 | 19 | 20 | 21 | 22 |
| 23  | 24 | 25 | 26 | 27 | 28 | 29 |
| 30  | 31 |    |    |    |    |    |
|     |    |    |    |    |    |    |

| 6月 |    |    |    |    |    |    |
| 日  | 月 | 火 | 水 | 木 | 金 | 土 |
|     |    | 1  | 2  | 3  | 4  | 5  |
| 6   | 7  | 8  | 9  | 10 | 11 | 12 |
| 13  | 14 | 15 | 16 | 17 | 18 | 19 |
| 20  | 21 | 22 | 23 | 24 | 25 | 26 |
| 27  | 28 | 29 | 30 |    |    |    |
|     |    |    |    |    |    |    |

| 7月 |    |    |    |    |    |    |
| 日  | 月 | 火 | 水 | 木 | 金 | 土 |
|     |    |    |    | 1  | 2  | 3  |
| 4   | 5  | 6  | 7  | 8  | 9  | 10 |
| 11  | 12 | 13 | 14 | 15 | 16 | 17 |
| 18  | 19 | 20 | 21 | 22 | 23 | 24 |
| 25  | 26 | 27 | 28 | 29 | 30 | 31 |
|     |    |    |    |    |    |    |

| 8月 |    |    |    |    |    |    |
| 日  | 月 | 火 | 水 | 木 | 金 | 土 |
| 1   | 2  | 3  | 4  | 5  | 6  | 7  |
| 8   | 9  | 10 | 11 | 12 | 13 | 14 |
| 15  | 16 | 17 | 18 | 19 | 20 | 21 |
| 22  | 23 | 24 | 25 | 26 | 27 | 28 |
| 29  | 30 | 31 |    |    |    |    |
|     |    |    |    |    |    |    |

| 9月 |    |    |    |    |    |    |
| 日  | 月 | 火 | 水 | 木 | 金 | 土 |
|     |    |    | 1  | 2  | 3  | 4  |
| 5   | 6  | 7  | 8  | 9  | 10 | 11 |
| 12  | 13 | 14 | 15 | 16 | 17 | 18 |
| 19  | 20 | 21 | 22 | 23 | 24 | 25 |
| 26  | 27 | 28 | 29 | 30 |    |    |
|     |    |    |    |    |    |    |

| 10月 |    |    |    |    |    |    |
| 日   | 月 | 火 | 水 | 木 | 金 | 土 |
|      |    |    |    |    | 1  | 2  |
| 3    | 4  | 5  | 6  | 7  | 8  | 9  |
| 10   | 11 | 12 | 13 | 14 | 15 | 16 |
| 17   | 18 | 19 | 20 | 21 | 22 | 23 |
| 24   | 25 | 26 | 27 | 28 | 29 | 30 |
| 31   |    |    |    |    |    |    |
|      |    |    |    |    |    |    |

| 11月 |    |    |    |    |    |    |
| 日   | 月 | 火 | 水 | 木 | 金 | 土 |
|      | 1  | 2  | 3  | 4  | 5  | 6  |
| 7    | 8  | 9  | 10 | 11 | 12 | 13 |
| 14   | 15 | 16 | 17 | 18 | 19 | 20 |
| 21   | 22 | 23 | 24 | 25 | 26 | 27 |
| 28   | 29 | 30 |    |    |    |    |
|      |    |    |    |    |    |    |

| 12月 |    |    |    |    |    |    |
| 日   | 月 | 火 | 水 | 木 | 金 | 土 |
|      |    |    | 1  | 2  | 3  | 4  |
| 5    | 6  | 7  | 8  | 9  | 10 | 11 |
| 12   | 13 | 14 | 15 | 16 | 17 | 18 |
| 19   | 20 | 21 | 22 | 23 | 24 | 25 |
| 26   | 27 | 28 | 29 | 30 | 31 |    |
|      |    |    |    |    |    |    |

## できごと

### 1月
- 1月27日（明治元年12月15日） - 日本で、旧幕府軍が「蝦夷共和国」を樹立 ：戊辰戦争の一局面[要出典]。

### 2月
- 2月11日（明治2年1月1日） - 観音埼燈台（日本初の西洋式灯台）が初点灯。
- 2月19日（明治2年1月9日） - 蝦夷松前藩、第14代藩主松前修広が襲封。
- 2月23日（明治2年1月13日） - 日本で、小菅県が設置される。
- 2月26日 - アメリカ合衆国で憲法修正第15条が提案される（批准・成立は1870年）。

### 3月
- 3月4日 - ユリシーズ・グラントが第18代アメリカ合衆国大統領に就任。
- 3月6日 - ドミトリ・メンデレーエフが元素の周期律表を発表。
- 3月6日（明治2年1月24日） - 日本で歌会始が復興。
- 3月19日（明治2年2月7日） - 日本で公議所が開所。
- 3月20日（明治2年2月8日） - 日本で、新聞紙の刊行が許可される。
- 3月21日（明治2年2月9日） - 日本で、品川県が設置される。
- 3月24日（明治2年2月12日） - 日本で金座・銀座が廃止される。
- 3月25日（明治2年2月13日） - 日本の東京府で朱引内市街地（開墾禁止）と朱引外郷村（開墾奨励）が設定される。

### 4月
- 4月8日 - アメリカ自然史博物館、設立。
- 4月13日 - ジョージ・ウェスティングハウスが空気ブレーキの米国における特許を取得。
- 4月18日（明治2年3月7日） - 日本にて
  - 東京奠都のため、明治天皇が京都を出発。
  - 公議所が開所。
- 4月26日（明治2年3月15日） - 日本で、天文方および浅草・九段の天文台が廃止される。

### 5月
- 5月9日（明治2年3月28日） - 東京奠都 ：明治天皇が東京に到着。
- 5月10日 - アメリカ合衆国で最初の大陸横断鉄道が開通。
- 5月20日（明治2年4月9日） - 日本で箱館湾海戦が勃発 ：戊辰戦争の一局面。

### 6月
- 6月15日 - ジョン・ハイアット（英語版）がセルロイドの米国における特許を取得。
- 6月27日（明治2年5月18日） - 日本で箱館戦争が終結 ：戊辰戦争の終結。

### 7月
- 7月1日（明治2年5月22日） - 日本で、弾正台が設置される。
- 7月3日（明治2年5月24日） - 日本で、為替会社が設立される。
- 7月15日 - イポリット・メージュ＝ムーリエ（英語版）がマーガリンのフランスにおける特許を取得。
- 7月25日（明治2年6月17日） - 日本で、版籍奉還が成る。同日、華族制度が発足。
- 7月30日（明治2年6月22日） - 日本で海軍操錬所（海軍兵学校の前身）が設立される。

### 8月
- 8月6日（明治2年6月29日） - 日本で、戊辰戦争の官軍側戦死者を祀る神社として、東京招魂社（のちの靖国神社）が創建される。
- 8月15日（明治2年7月8日） - 日本にて
  - 明治政府が太政官制を導入（職員令により、民部省・大蔵省・兵部省・刑部省・宮内省・外務省の二官六省制を採用）。
    - 大蔵省は2001年（平成13年）の中央省庁再編により財務省となり、ほとんど現存しないが、外務省は現在も改称せずに現存。

  - 明治政府が開拓使を設置。
  - 大学校の設立。
- 8月29日（明治2年7月22日） - エディンバラ公アルフレッド王子が来日（外国王族の初来日）。

### 9月
- 9月5日 - バイエルン王国でノイシュヴァンシュタイン城が起工。
- 9月11日 - ナショナル・ウォレス・モニュメントが完成。
- 9月20日（明治2年8月15日） - 蝦夷地を北海道と改称し、11国86郡を設置。
- 9月22日 - リヒャルト・ワーグナーの歌劇「ラインの黄金」の初演（ドイツ、ミュンヘン）。
- 9月24日 - アメリカ合衆国で金融危機「暗黒の金曜日 (1869年)（英語版）」が発生。

### 10月
- 10月1日 - オーストリア＝ハンガリー帝国で世界初の絵はがきが発行される。
- 10月16日 - イギリスでガートン・カレッジが創設される（イギリス初の全寮制女子カレッジ）。
- 10月22日（明治2年9月18日） - 日本の築地に海軍操練習所（海軍兵学校の前身）が設置される。
- 10月27日（明治2年9月23日） - 日本にて
  - 西園寺公望が私塾立命館を創設。
  - ジョン・ウィリアム・フェントンが妙香寺で薩摩藩兵に軍楽隊の指導を開始。

### 11月
- 11月4日 - 雑誌『ネイチャー』の創刊。
- 11月7日 - 世界初の自転車ロードレースがパリ〜ルーアン（英語版）間で開催される。
- 11月17日 - スエズ運河、開通。
- 11月22日 - イギリスのダンバートン（英語版）で帆船「カティーサーク」が進水。
- 11月27日（明治2年10月24日） - 日本で、皇后が東京に到着。cf. 東京奠都。

### 12月
- 12月1日 - ルパート・ランドがハドソン湾会社から自治領カナダに譲渡。
- 12月8日 - 第1バチカン公会議、開催（- 1870年）。
- 12月25日（明治2年11月23日） - 日本で公衆電報の取り扱いが開始される（東京 - 横浜間）。

### 日付不詳
- 日本で関所が廃止される。
- 日本で、京橋の凮月堂がパンの販売を始める。
- ハインリヒ・フォン・シーボルトが来日。
- ドミトリ・メンデレーエフが、元素の周期律表を作成。
- フリードリッヒ・ミーシェルが細胞核中に核酸を発見してヌクレインと命名した。
- 天候不順が続き凶作となる。五穀稔らず「各国、平年の十分の六乃至十分の一」の収穫量にとどまる[1]。

## 誕生
- 1月3日（明治元年11月21日） - 梅若万三郎（初世）、観世流能楽師（- 1946年）
- 1月6日（明治元年11月24日）- 高野房太郎、労働運動家（+ 1904年）
- 1月9日 - リヒャルト・アベッグ、化学者（- 1910年）
- 1月10日（明治元年11月28日） - 月亭小文都、落語家（- 1902年）
- 1月20日 - フレデリック・マサイアス・アレクサンダー、俳優（- 1955年）
- 1月24日（明治元年12月12日） - 白川義則、陸軍軍人（+ 1932年）
- 1月31日 - アンリ・カルトン・ドゥ・ヴィアール、ベルギーの首相（- 1951年）
- 2月3日（明治元年12月22日） - 各務鎌吉、実業家（+ 1939年）
- 2月11日 - エルゼ・ラスカー＝シューラー、詩人（- 1945年）
- 2月14日 - チャールズ・ウィルソン、物理学者（- 1959年）
- 2月22日（明治2年1月12日） - 岡田三郎助、画家（- 1939年）
- 2月26日 - ナデジダ・クルプスカヤ、ロシア革命指導者レーニンの妻（- 1939年）
- 3月3日 - ヘンリー・ウッド、指揮者（- 1944年）
- 3月6日（明治2年1月24日） - 大町桂月、詩人・随筆家（- 1925年）
- 3月7日 - バーサ・タウンゼント、テニス選手（- 1909年）
- 3月14日 - アルジャーノン・ブラックウッド、ホラー小説家（- 1951年）
- 3月16日 - ウィリー・ブルメスター、ヴァイオリニスト（- 1933年）
- 3月18日 - ネヴィル・チェンバレン、イギリスの首相（- 1940年）
- 3月18日（明治2年2月25日） - 2代目 談洲楼燕枝、落語家（- 1935年）
- 3月29日 - エドウィン・ラッチェンス、建築家（- 1944年）
- 3月30日 - エミリオ・アギナルド、フィリピン初代大統領（- 1964年）
- 4月2日 - ヒューイー・ジェニングス、メジャーリーガー（+ 1928年）
- 4月5日 - アルベール・ルーセル、作曲家（- 1937年）
- 4月9日 - エリ・カルタン、数学者（- 1951年）
- 4月16日（明治2年3月5日）- 川上眉山、小説家（+ 1908年）
- 4月21日 - フィリップ・フルトヴェングラー、数学者（- 1940年）
- 4月30日 - ハンス・ペルツィヒ、建築家（- 1936年）
- 4月30日 - フィリップ・ド・ラースロー、画家（- 1937年）
- 5月5日 - ハンス・プフィッツナー、作曲家（- 1949年）
- 5月6日（明治2年3月25日） - 井上準之助、日本銀行総裁（- 1932年）
- 5月18日 - ループレヒト、バイエルン王国の最後の王太子（- 1955年）
- 5月20日 - ジョシュア・ピム、テニス選手（- 1942年）
- 5月30日 - ジュリオ・ドゥーエ、イタリアの軍人・軍事学者（- 1930年）
- 6月3日 - 野口孫市、建築家（- 1915年）
- 6月12日（明治2年5月3日） - 岩元禎、哲学者（- 1941年）
- 6月26日 - ジョン・スミス・フレット、地質学者（- 1947年）
- 6月27日 - エマ・ゴールドマン、アナキスト・フェミニスト（- 1940年）
- 7月2日 - リアーヌ・ド・プジー、ダンサー（- 1950年）
- 7月10日（明治2年6月2日） - 大橋乙羽、小説家・編集者（- 1901年）
- 7月11日（明治2年6月3日） - 松平容大、斗南藩主（- 1910年）
- 7月12日（明治2年6月4日） - 久原房之助、実業家（- 1965年）
- 7月18日 - エミリエンヌ・ダランソン、女優・ダンサー（- 1946年）
- 7月24日（明治2年6月16日） - 東儀鉄笛、作曲家・男優（- 1925年）
- 7月25日（明治2年6月17日） - 2代目 島津源蔵、発明家（- 1951年）
- 7月25日（明治2年6月17日） - 藤原銀次郎、実業家・政治家（+ 1960年）
- 8月13日 - トニー・ガルニエ、都市計画家・建築家（- 1948年）
- 8月14日 - アルマス・ヤルネフェルト、指揮者・作曲家（- 1958年）
- 8月24日 - ルイ・フィリップ・ロベール、オルレアン公（- 1926年）
- 8月27日 - カール・ハウスホーファー、地政学者（- 1946年）
- 9月14日 - キッド・ニコルズ、野球選手（メジャーリーグベースボール）（- 1953年）
- 9月17日 - クリスティアン・ランゲ、列国議会同盟事務局長（- 1938年）
- 9月17日（明治2年8月2日）- 江見水蔭、小説家（- 1934年）
- 9月23日 - メアリー・マローン、世界初のチフス菌の健康保菌者（- 1938年）
- 9月25日 - ルドルフ・オットー、哲学者（- 1937年）
- 9月28日 - エレン・ハンセル、テニス選手（- 1937年）
- 10月2日 - マハトマ・ガンディー、インドの政治指導者（- 1948年）
- 10月12日（明治2年9月8日） - 木下尚江、社会主義運動家・作家（+ 1937年）
- 10月12日 - マラカイ・キットリッジ、メジャーリーガー（+ 1928年）
- 10月14日 - アリス・ケッペル、イギリス王エドワード7世の愛妾（- 1947年）
- 10月17日 - ロバート・ウッドワース（英語版）、アメリカの心理学者（- 1962年）
- 10月18日 - ヨハンネス・リンナンコスキ、フィンランドの小説家（- 1913年）
- 11月8日 - フェリックス・ハウスドルフ、数学者（- 1942年）
- 11月10日 - レオン・ブランシュヴィック、思想家（- 1944年）
- 11月11日 - ヴィットーリオ・エマヌエーレ3世、イタリア王（- 1947年）
- 11月11日 - ガエタノ・ブレーシ、イタリア王ウンベルト1世の暗殺者（- 1901年）
- 11月13日（明治2年10月10日）- 池貝庄太郎、発明家・実業家（池貝創業者）（- 1934年）
- 11月15日 - ワシーリィ・バルトリド、歴史学者（- 1930年）
- 11月20日（明治2年10月17日） - 岩崎卓爾、民俗学者・気象観測技術者（- 1937年）
- 11月20日 - クラーク・グリフィス、メジャーリーガー（+ 1955年）
- 11月22日 - アンドレ・ジッド、小説家（- 1951年）
- 11月24日 - アントニオ・オスカル・カルモナ、ポルトガル大統領（- 1951年）
- 11月26日 - モード、ノルウェー王ホーコン7世の王妃（- 1938年）
- 11月30日 - ニルス・グスタフ・ダレーン、技術者（- 1937年）
- 11月30日 - コンスタンチン・ソモフ、画家（- 1939年）
- 12月5日（明治2年11月3日） - 森下博、実業家、森下仁丹創業者（+ 1943年）
- 12月10日（明治2年11月8日）- 馬場孤蝶、英文学者・評論家（+ 1940年）
- 12月30日（明治2年11月28日）- 大砲万右エ門、大相撲第18代横綱（- 1918年）
- 12月31日 - アンリ・マティス、画家（- 1954年）
- 小山豊太郎-日本のテロリスト

## 死去
- 1月11日（明治元年11月29日） - 松前徳広、蝦夷松前藩第13代藩主（1844年 -）
- 2月15日（明治2年1月5日） - 横井小楠、儒学者・思想家（1809年 -）
- 2月28日 - アルフォンス・ド・ラマルティーヌ、作家（1790年 -）
- 3月3日 - ジェイムズ・ガスリー、第21代アメリカ合衆国財務長官（1792年 -）
- 3月8日 - エクトル・ベルリオーズ、作曲家（1803年 -）
- 3月12日 - エルンスト・ハーベルビアー、作曲家・ピアニスト（1813年 -）
- 3月24日 - アントワーヌ＝アンリ・ジョミニ、軍事学者（1779年 -）
- 3月25日 - エドワード・ベイツ、第26代アメリカ合衆国司法長官（1793年 -）
- 3月31日 - アラン・カルデ、教育学者（1804年 -）
- 4月20日 - カール・レーヴェ、作曲家（1796年 -）
- 5月6日（明治2年3月25日） - 甲賀源吾、幕臣、回天丸艦長（1839年 -）
- 6月6日（明治2年4月26日） - 井上伝、久留米絣の創始者（* 1788年 -）
- 6月20日（明治2年5月11日） - 土方歳三、新選組副長（1835年 -）
- 6月26日（明治2年5月17日） - 伊庭八郎、幕臣（1844年 -）
- 7月18日 - ローラン・クレーク、教育者（1785年 -）
- 7月30日 - アイザック・トウシー、第20代アメリカ合衆国司法長官、第23代アメリカ合衆国海軍長官（1792年 -）
- 7月31日（明治2年6月23日） - 楢山佐渡、盛岡藩家老（1831年 -）
- 8月2日（明治2年6月25日） - 鳥居三十郎、村上藩家老（1841年 -）
- 9月6日 - ジョン・アーロン・ローリンズ、第29代アメリカ合衆国陸軍長官（1831年 -）
- 9月8日 - ウィリアム・フェッセンデン、第26代アメリカ合衆国財務長官（1806年 -）
- 9月10日 - ジョン・ベル、第16代アメリカ合衆国陸軍長官（1797年 -）
- 10月8日 - フランクリン・ピアース、第11代アメリカ合衆国大統領（1804年 -）
- 10月13日 - シャルル＝オーギュスタン・サント＝ブーヴ、文芸評論家（1804年 -）
- 10月23日 - ダービー伯爵エドワード・スミス＝スタンリー、イギリスの首相（1799年 -）
- 10月31日 - チャールズ・アンダーソン・ウィックリフ、第14代アメリカ合衆国郵政長官（1788年 -）
- 11月11日 - ロバート・ウォーカー、第18代アメリカ合衆国財務長官（1801年 -）
- 11月12日 - エイモス・ケンドール、第11代アメリカ合衆国郵政長官（1789年 -）
- 11月12日 - ヨハン・フリードリヒ・オーファーベック、画家（1789年 -）
- 11月21日（明治2年10月18日） - 新見正興、江戸幕府外国奉行（1822年 -）
- 11月21日（明治2年10月18日） - 真田幸教、第9代松代藩主（1835年 -）
- 12月4日（明治2年11月2日） - 小谷田勝五郎、農家（1814年 -）
- 12月7日（明治2年11月5日） - 大村益次郎、兵学者（1824年 -）
- 12月23日 - ユリアン・フォンタナ、作曲家（1810年 -）
- 12月26日 - ジャン・ポアズイユ、物理学者（1797年 -）